# Lasse Sobiech
Lasse Sobiech (* 18. Januar 1991 in Schwerte) ist ein deutscher ehemaliger Fußballspieler.

## Karriere

### Vereine

#### Anfänge
Sobiech fing mit vier Jahren beim VfL Schwerte mit dem Fußballspielen an und wechselte 2003 zu Borussia Dortmund. Dort durchlief er im Folgenden die Jugendabteilungen und erreichte mit den B- und A-Junioren vier Endspiele, die allerdings allesamt verloren wurden: 2007 und 2008 das Finale um die deutsche B-Jugendmeisterschaft, sowie 2009 die Entscheidungsspiele um die A-Jugendmeisterschaft und den DFB-Junioren-Vereinspokal.

#### Profi bei Borussia Dortmund
2009 bekam er bei den Borussen einen Vertrag bis zum Sommer 2012 und wurde dann zur Drittliga-Saison 2009/10 in den Kader der zweiten Mannschaft aufgenommen. So gab er für diese am 25. Juli 2009, dem 1. Spieltag, sein Profiligadebüt bei Wacker Burghausen, das 3:4 aus Dortmunder Sicht endete. Auch im weiteren Verlauf der Saison blieb er Stammspieler und bestritt so 32 Partien. Dabei traf er einmal ins Tor, zugleich sein Premierentreffer im Seniorenfußball. Er sorgte dabei bei der 4:1-Auswärtsniederlage beim VfL Osnabrück per Kopf für den zwischenzeitlichen Ausgleich. Mit seinem Team belegte er am Schluss den 18. Tabellenplatz und stieg somit in die Regionalliga West ab. Zudem kam er auf zwei weitere Einsätze für die U19-Mannschaft der Borussen.
Sobiech selbst wurde jedoch nach dem Abgang von Uwe Hünemeier zu Energie Cottbus in den Bundesliga-Kader der Dortmunder befördert. Die Vorbereitung auf die Saison 2010/11 verpasste er allerdings teilweise auf Grund eines kuriosen Unfalls: er hatte im Hamburger Hafen seine Füße ins Wasser baumeln lassen und wurde von einem Ausflugsschiff gerammt, das sein Bein einquetschte. In der Folge wurde er dann weiterhin hauptsächlich in der Reservemannschaft eingesetzt und rückte nur bei einem Ausfall von einem der drei anderen Innenverteidiger des BVB (Mats Hummels, Neven Subotić und Felipe Santana) in das erste Team auf. Zu einem Bundesliga-Einsatz kam Sobiech dabei nicht, war aber viermal Teil der Mannschaft, die in dieser Spielzeit die deutsche Meisterschaft gewann. In der Regionalliga West kam er auf 23 Einsätze.

#### Auf Leihbasis auf St. Pauli und in Fürth
Um Spielpraxis auf höherem Niveau sammeln zu können, verlängerte Sobiech seinen Vertrag bei Borussia Dortmund nach Saisonende und ließ sich für ein Jahr in die 2. Bundesliga zum Bundesligaabsteiger FC St. Pauli ausleihen.  Aufgrund einer Verletzung fiel er jedoch die Hälfte der Saison aus und kam deshalb auf nur vierzehn Einsätze (ein Tor) für die erste Mannschaft von St. Pauli. Zudem wurde er in zwei Spielen der zweiten Mannschaft in der Regionalliga eingesetzt.
Zur Saison 2012/13 wechselte er auf Leihbasis zum Bundesligaaufsteiger SpVgg Greuther Fürth, für den er sein Erstligadebüt am 31. August 2012 (2. Spieltag) beim 1:0-Sieg im Auswärtsspiel gegen den 1. FSV Mainz 05 gab. Sein erstes Bundesligator erzielte er am 19. Oktober 2012 (8. Spieltag) beim 3:3-Unentschieden im Auswärtsspiel gegen die TSG 1899 Hoffenheim mit dem Treffer zum Endstand in der Nachspielzeit. Bis zum Ende der Saison kam er auf 24 Einsätze (zwei Tore) und stieg mit der Mannschaft als Tabellenletzter ab.

#### Hamburger SV
Zur Saison 2013/14 wechselte Sobiech zum Hamburger SV. Er unterschrieb einen Dreijahresvertrag bis zum 30. Juni 2016. Sein erstes Pflichtspiel im HSV-Trikot bestritt Sobiech gegen den SV Schott Jena im DFB-Pokal am 4. August 2013. Beim HSV konnte sich Sobiech nicht gegen seine Konkurrenten in der Innenverteidigung durchsetzen und kam nur auf zehn Bundesligaeinsätze (ein Tor). Zudem spielte er drei Spiele (ein Tor) für die zweite Mannschaft in der Regionalliga.

#### Rückkehr zum FC St. Pauli
Zur Saison 2014/15 wechselte Sobiech zunächst auf Leihbasis zum FC St. Pauli. Beim Stadtrivalen kam er auf 31 Zweitligaeinsätze und trug mit vier Toren zum Klassenerhalt bei. Zur Saison 2015/16 wurde Sobiech schließlich fest verpflichtet und mit einem bis zum Saisonende laufenden Vertrag mit einer Option auf eine weitere Spielzeit ausgestattet. In der Saison 2015/16 kam er auf 32 Einsätze (vier Tore) und war zudem mehrfach Kapitän der Mannschaft. Auch in der folgenden Saison war er mehrmals Kapitän und kam auf 29 Einsätze (vier Tore). In seiner letzten Saison bei St. Pauli kam er auf 26 Zweitligaeinsätze und drei Tore.

#### 1. FC Köln und Leihen nach Belgien und in die Schweiz
Am 23. März 2018 wurde bekannt gegeben, dass sein im Sommer auslaufender Vertrag nicht verlängert wird und Sobiech ab der Saison 2018/19 für den 1. FC Köln auflaufen wird. Für die Rheinländer lief Sobiech in 17 Zweitligapartien auf und fiel im Winter drei Monate wegen eines gebrochenen Zehs aus. Am Saisonende stieg er mit Köln als Meister in die Bundesliga auf. In der Folge spielte er lediglich einmal in der höchsten deutschen Spielklasse.
Bis zum Ende der Saison 2019/20 wurde der Verteidiger Ende Januar 2020 nach Belgien an den vom Deutschen Bernd Hollerbach trainierten Erstligisten Royal Excel Mouscron verliehen. Sobiech absolvierte alle sechs möglichen Partien über die volle Spielzeit und konnte ein Tor erzielen. Aufgrund der COVID-19-Pandemie wurde die Saison vorzeitig abgebrochen, Mouscron war zu diesem Zeitpunkt Zehnter.
Der Verteidiger kehrte aufgrund des Abbruchs vor Ablauf des Leihvertrags nach Köln zurück. Da er jedoch nicht am Bundesligaspielbetrieb teilnehmen durfte, hielt er sich mit der Regionalligamannschaft, deren Spielbetrieb unterbrochen wurde, fit. Am 6. September 2020 wurde er in die Schweiz in die Super League an den FC Zürich verliehen. Bis zum Saisonende kam er zu 12 Partien für den FCZ in der höchsten Schweizer Spielklasse, in denen er drei Tore erzielte. Zur Spielzeit 2021/22 kehrte er zum 1. FC Köln zurück.

#### SV Darmstadt 98
Im Juli 2021 lösten Sobiech und der 1. FC Köln ihren Vertrag auf. Anschließend unterzeichnete er beim Zweitligisten SV Darmstadt 98 einen Vertrag bis Saisonende 2021/22. Am 24. Juli 2021 debütierte er bei der 0:2-Heimniederlage gegen den SSV Jahn Regensburg für die Südhessen. Unter Torsten Lieberknecht konnte er sich auch aufgrund mehrerer Verletzungen nicht durchsetzen. Die Mannschaft erreichte den vierten Platz in der Liga, wobei er in 15 Spielen zum Einsatz kam. Der Verein entschloss sich den Vertrag nach der Saison nicht zu verlängern.

### Nationalmannschaft
2009 wurde Sobiech erstmals in eine Auswahl des DFB berufen. Er spielte mit der U18-Auswahl ein internationales Turnier in den Vereinigten Arabischen Emiraten, an dem neben Deutschland und den Gastgebern auch Japan und Ägypten teilnahmen.
Nach drei Partien in dieser Altersklasse wurde er in die U19-Auswahl übernommen. Mit dieser bestritt er zunächst einige Freundschaftsspiele, die als Vorbereitung auf die anstehende Qualifikation zur Europameisterschaft 2010 dienten. Aus diesem Anlass stellte Thomas Nörenberg, der Assistenztrainer des Teams, alle nominierten Spieler auf der Website des DFB vor und bescheinigte Sobiech große körperliche Präsenz, ein gutes Auge, sowie ein gestiegenes Verantwortungsbewusstsein, weswegen er bereits in einem Spiel das Amt des Spielführers ausübte. Die deutsche Mannschaft besiegte im ersten Spiel der sogenannten Eliterunde zwar Polen mit 4:1, verlor dann jedoch gegen die Slowakei (1:2) und die Niederlande (0:3) und verpasste so die Teilnahme an der Endrunde in Frankreich.
Danach rückte Sobiech in die U21-Nationalmannschaft auf. Diese hatte gerade die Qualifikation zur Europameisterschaft 2011 verpasst, sodass die letzten beiden Pflichtspiele für einen Neuaufbau mit jüngeren Spielern genutzt wurden. Im Oktober 2012 gelang Sobiech mit dem DFB-Team die Qualifikation zur U21-Europameisterschaft 2013 in Israel. Im Rückspiel der Play-offs setzte sich die deutsche Mannschaft mit 3:1 gegen die Schweiz durch. In diesem Spiel erzielte Sobiech mit dem 2:0 seinen ersten Treffer im Nationaltrikot. Am 28. Mai 2013 wurde er von Trainer Rainer Adrion auch in das endgültige Aufgebot für die Europameisterschaft 2013 in Israel berufen. Dort kam er zu einem Einsatz und die Mannschaft schied in der Gruppenphase aus.

## Erfolge
Borussia Dortmund
- Deutscher Meister: 2010/11 (ohne Einsatz)

1. FC Köln
- Deutscher Zweitliga-Meister und Aufstieg in die Bundesliga: 2019